# Chiesa cattolica in Danimarca

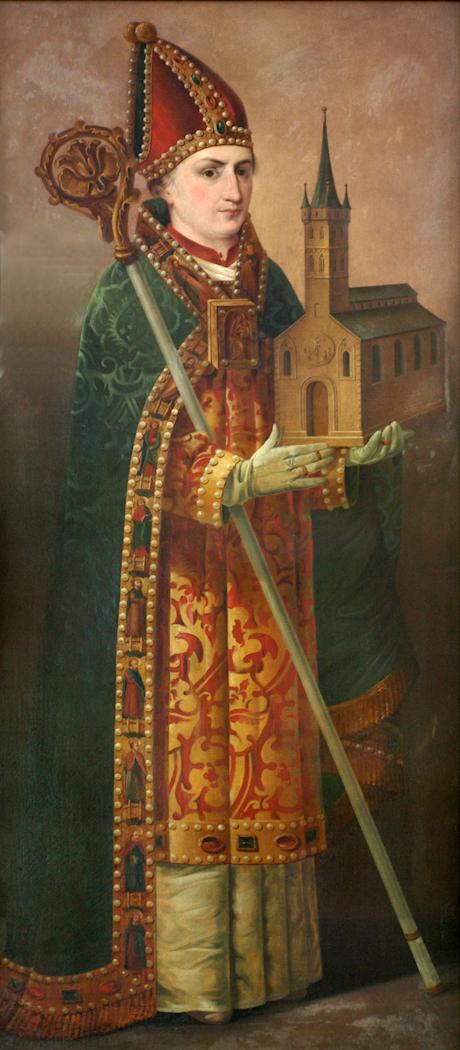
Sant'Ansgario, patrono della Danimarca

La Chiesa cattolica in Danimarca è formata da circa 50 000 cattolici, meno dell'1% della popolazione che a partire dal 1536, anno in cui venne introdotta la riforma protestante nel paese, appartiene in grande maggioranza alla chiesa luterana danese.

## Storia
I primi tentativi di introdurre il cristianesimo in Danimarca risalgono alla prima metà dell'VIII secolo. Intorno al 725, l'arcivescovo di Utrecht Villibrordo, missionario di origine anglosassone, si recò in Danimarca e fu ricevuto dal re Ongendus (o Angantyr), il quale tuttavia rifiutò di convertirsi alla nuova religione. Questo tentativo rimase però un episodio. Bisogna attendere il IX secolo, durante il regno dell'imperatore Ludovico il Pio per vedere una più incisiva azione missionaria nel Paese nordico.
L'assassinio del re Goffredo nell'810 e le lotte per la successione, crearono le condizioni che favorirono l'ingresso del cristianesimo in Danimarca. Infatti, nella speranza di ottenere l'aiuto dell'imperatore, il re Harald Klak si fece battezzare nell'826 nell'abbazia di Sant'Albano di Magonza, con 400 dei suoi sostenitori, e ritornò nelle sue terre con il missionario Ansgario. Tuttavia la sconfitta di Harald pose fine a questo ulteriore tentativo.
Nell'831 venne eretta l'arcidiocesi di Amburgo e Ansgario fu nominato primo arcivescovo, con il diritto di investire i vescovi per la Scandinavia ed il compito di evangelizzare l'intero nord Europa, con l'invio di missionari e di preti. La missione del Nord subì un improvviso arresto con il saccheggio di Amburgo da parte dei Danesi, che costrinse a trasferire la sede episcopale a Brema, ma riprese ben presto grazie anche alla buona disponibilità dei regnanti danesi e all'infaticabile lavoro di Ansgario, oggi considerato il patrono della Danimarca, e dei suoi successori sulla sede di Amburgo-Brema, Unni e Adaldago.
Nel 948 il re Harald I permise l'erezione di tre diocesi, quelle di Ribe, Schleswig e Århus. Tuttavia la vera svolta nella cristianizzazione della Danimarca fu la conversione del re Harald ed il suo battesimo nel 965, cosa che comportò, secondo la prassi dell'epoca, la conversione automatica di tutta la famiglia reale. Con la rivolta dei Vendi, la Danimarca ebbe a soffrire per un tentativo di restaurazione del paganesimo, favorito dal re Sven Barba Forcuta (986-1014). Tuttavia questo non impedì un rafforzamento delle istituzioni ecclesiastiche nel Paese con l'erezione delle diocesi di Odense (988) e di Roskilde (991), cui seguirono nel 1060 quelle di Viborg e di Børglum.
In questo stesso anno fu eretta la diocesi di Lund, che oggi si trova nel sud della Svezia, ma che nell'XI secolo era parte integrante del regno di Danimarca. All'inizio del XII secolo il re Eric I ottenne da papa Pasquale II l'erezione di Lund a sede metropolitana di tutto il Nord Europa (1104). Fino al 1374 anche la diocesi di Reval (nell'odierna Estonia) era suffraganea di Lund, in quanto territorio del regno di Danimarca.
Nel XVI secolo la chiesa danese fu coinvolta dalla Riforma protestante, che alla fine, in forza del principio cuius regio, eius religio, si impose nel Paese per imposizione dall'alto. Infatti nel 1533, alla morte di Federico I, scoppiò una guerra civile, perché al successore designato, Cristiano III, già convertito al luteranesimo, si oppose un consiglio di reggenza, di cui facevano parte anche i vescovi danesi. Tre anni di guerra civile portarono alla vittoria Cristiano III, che impose nei territori sottomessi al suo dominio (Danimarca, Norvegia e Islanda) il luteranesimo come nuova religione e confiscò a favore della corona tutti i beni ecclesiastici. Contestualmente furono soppresse le strutture ecclesiastiche cattoliche e lo stesso cattolicesimo fu messo fuori legge.
Tuttavia piccole comunità cattoliche rimasero, per lo più nascoste. Nel 1622 Propaganda Fide istituì le missioni nordiche; i pochi cattolici di Danimarca furono affidati alle cure del nunzio apostolico di Bruxelles. La missione del Nord divenne vicariato apostolico nel 1667.
La nuova costituzione danese del 1849 garantiva la libertà di culto nel Paese. Questo permise alla Santa Sede nel 1868 di erigere la prefettura apostolica di Danimarca, elevata al rango di vicariato apostolico nel 1892, ed infine elevata a diocesi con il nome di diocesi di Copenaghen il 29 aprile 1953.
Momento storico importante per la piccola comunità cattolica danese fu la visita pastorale di papa Giovanni Paolo II agli inizi di giugno del 1989.
Per quanto piccola la comunità cattolica danese è ben rappresentata in campo culturale e ha avuto nel 1909 anche un primo ministro della Danimarca, il conte Ludvig Holstein-Ledreborg che si era convertito al cattolicesimo nel 1867.

## Organizzazione ecclesiastica
La diocesi di Copenaghen comprende l'intero territorio del paese, oltre alle isole Fær Øer e la Groenlandia. La cattedrale di Copenaghen è dedicata a Sant'Ansgario, l'evangelizzatore della Scandinavia. Il vescovo di Copenaghen fa parte della Conferenza episcopale della Scandinavia.
Per i fedeli della Chiesa greco-cattolica ucraina sono presenti tre cappellanie, che fanno parte dell'esarcato apostolico di Germania e Scandinavia.

## Nunziatura apostolica
La delegazione apostolica in Scandinavia fu eretta il 1º marzo 1960 con il breve Apostolici muneris di papa Giovanni XXIII. Essa aveva giurisdizione sui seguenti Paesi del Nordeuropa: Danimarca, Svezia, Norvegia, Finlandia ed Islanda. Sede della delegazione era la città di Copenaghen. Il 16 febbraio 1966 fu istituita una nunziatura apostolica in Finlandia e l'8 ottobre 1976 in Islanda.
Il 1º agosto 1982 con tre distinti documenti di papa Giovanni Paolo II vennero istituite le nunziature in Danimarca, in Svezia e in Norvegia, che di fatto sostituirono la delegazione apostolica in Scandinavia; la nunziatura in Danimarca fu stabilita con il breve Ex ipso.
Il nunzio apostolico, che ricopre lo stesso incarico anche per gli altri Paesi già compresi nella delegazione apostolica in Scandinavia, risiede a Djursholm, in Svezia.

### Delegati apostolici in Scandinavia
- Martin Lucas, S.V.D. † (16 aprile 1959 - ottobre 1961 dimesso)
- Bruno Bernard Heim † (9 novembre 1961 - 7 maggio 1969 nominato pro-nunzio apostolico in Egitto)
- Josip Žabkar † (17 maggio 1969 - 27 ottobre 1981 dimesso)
- Luigi Bellotti † (27 ottobre 1981 - 2 ottobre 1982 nominato nunzio apostolico)

### Nunzi apostolici in Danimarca
- Luigi Bellotti † (2 ottobre 1982 - ottobre 1985 dimesso)
- Henri Lemaître † (31 ottobre 1985 - 28 marzo 1992 nominato nunzio apostolico nei Paesi Bassi)
- Giovanni Ceirano † (20 agosto 1992 - 27 febbraio 1999 dimesso)
- Piero Biggio † (27 febbraio 1999 - 16 ottobre 2004 dimesso)
- Giovanni Tonucci (16 ottobre 2004 - 18 ottobre 2007 nominato arcivescovo prelato di Loreto)
- Emil Paul Tscherrig (26 gennaio 2008 - 5 gennaio 2012 nominato nunzio apostolico in Argentina)
- Henryk Józef Nowacki (6 ottobre 2012 - 20 febbraio 2017 dimesso)
- James Patrick Green (13 giugno 2017 - 30 aprile 2022 dimesso)
- Julio Murat, dal 25 gennaio 2023